# Such Things Really Happen
Such Things Really Happen è un cortometraggio muto del 1915 diretto da George Terwilliger.

## Produzione
Il film fu prodotto dalla Lubin Manufacturing Company.

## Distribuzione
Distribuito dalla General Film Company, il film - un cortometraggio in due bobine - uscì nelle sale statunitensi il 6 maggio 1915.